# Centraal Front
Het Centraal Front (Russisch: Центральный фронт) was de naam van twee legergroepen (fronten) van het Rode Leger (Sovjet-Unie) die tijdens de Tweede Wereldoorlog vochten in het centrum tussen twee andere Fronten.

## 24 juli tot 25 augustus 1942
Het Centraal Front werd opgericht op 24 juli 1941 vanuit de rechtervleugel van het Westelijk Front met kolonel-generaal Fjodor Koeznetsov als commandant. Stavka vond dat het onmogelijk was om zeven legers over een front van honderden kilometers te leiden en splitste daarom op. Het was het eerste Front opgericht na de Duitse invasie van de Sovjet-Unie.

### Slagorde
- 13e Leger (Sovjet-Unie), Konstantin Goloebev:
  - 61e Legerkorps Fuseliers,
  - 20e gemechaniseerd legerkorps,
  - 45e Legerkorps Fuseliers,
  - 20e Legerkorps Fuseliers.
- 21e Leger (Sovjet-Unie), Luitenant-generaal Michail Jefremov:
  - 25e gemechaniseerd legerkorps,
  - 66e Legerkorps Fuseliers,
  - 63e Legerkorps Fuseliers,
  - 21e Legerkorps Fuseliers,
  - 67e Legerkorps Fuseliers.
- Het front beschikte over 136 vliegtuigen, waarvan 75 operationeel: opgelapt en hersteld onder bevel van generaal-majoor Grigori Vorozjejkin.

### Veldslagen
In het begin lag het Centraal Front centraal tussen het Westelijk Front langsheen de lijn Brjansk – Roslavl – Sjklov - Minsk en het Zuidwestelijk Front. Het moest Sozj en Gomel verdedigen. en moest het vechten langs de lijn Gomel – Bobroejsk – Volkovjsk.
Op 1 augustus 1942 kwam het 3e Leger (Sovjet-Unie) bij het Centraal Front.
Op 7 augustus 1942 werd Koeznetsov naar Moskou teruggeroepen voor een andere opdracht en generaal Michail Jefremov nam het bevel over. 
Op 8 augustus 1942 viel Heinz Guderian aan met zijn 2e Pantserleger. Vier dagen later kwam het 2e Leger van Maximilian von Weichs erbij.
Op 17 augustus 1942 werd het 63e Korps Fuseliers vernietigd bij Skepnja, 20 km ten oosten van Zjlobin en twee dagen later bezette het 2e Leger (Wehrmacht) Gomel. Luitenant-generaal  Petrovski en generaal-majoor A. Kazakov sneuvelden en de stafchef van het 63e Legerkorps Fuseliers, kolonel A. Feigin werd krijgsgevangen genomen. 
Op 22 augustus 1942 trok het 3e Leger (Sovjet-Unie) terug uit Mozyr. Het front was omsingeld en werd vernietigd bij Tsjernigov. 
Op 25 augustus 1941 werd het front formeel opgeheven en de overlevenden werden ingelijfd bij het Brjansk Front.

## 15 februari tot 20 oktober 1943
Het Front werd opnieuw opgericht op 15 februari 1943 vanuit het Don Front met Generaal Konstantin Rokossovski als commandant en een hoofdkwartier 10 km ten oosten van Jelets.

### Slagorde
- 48e Leger (Sovjet-Unie) – luitenant-generaal Prokofi Romanenko
- 13e Leger (Sovjet-Unie) – luitenant-generaal Nikolaj Poetsjov
- 70e Leger (Sovjet-Unie) - luitenant-generaal Ivan Galanin
- 2e Garde Tankleger – generaal Alexej Rodin,
- 21e Leger (Sovjet-Unie) – generaal Ivan Tsjistjakov,
- 65e Leger (Sovjet-Unie) – generaal Pavel Batov,
- 70e Leger (Sovjet-Unie) (aanvankelijk bestaande uit NKVD) – Generaal German Tarasov
- 16e Luchtleger – luitenant-generaal Sergej Roedenko.

Op 20 oktober 1943 ging het front op in het 1e Wit-Russische Front met als nieuw doel Wit-Rusland bevrijden.